# Альберта Вон
Альберта Вон (англ. Alberta Vaughn; 27 липня 1904 — 26 квітня 1992) — американська акторка німого кіно.

## Вибрана фільмографія

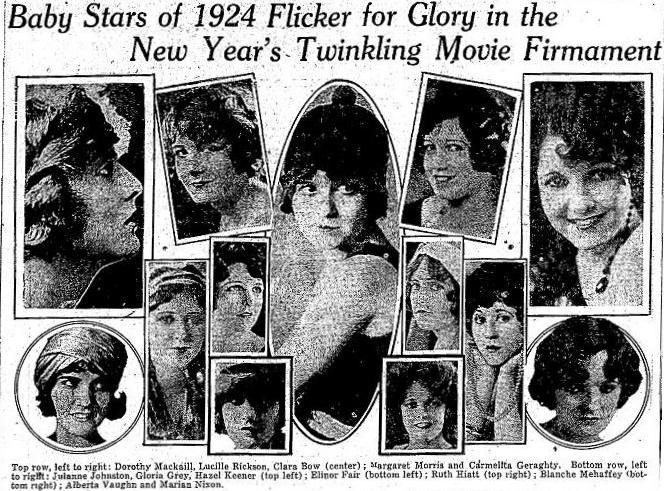

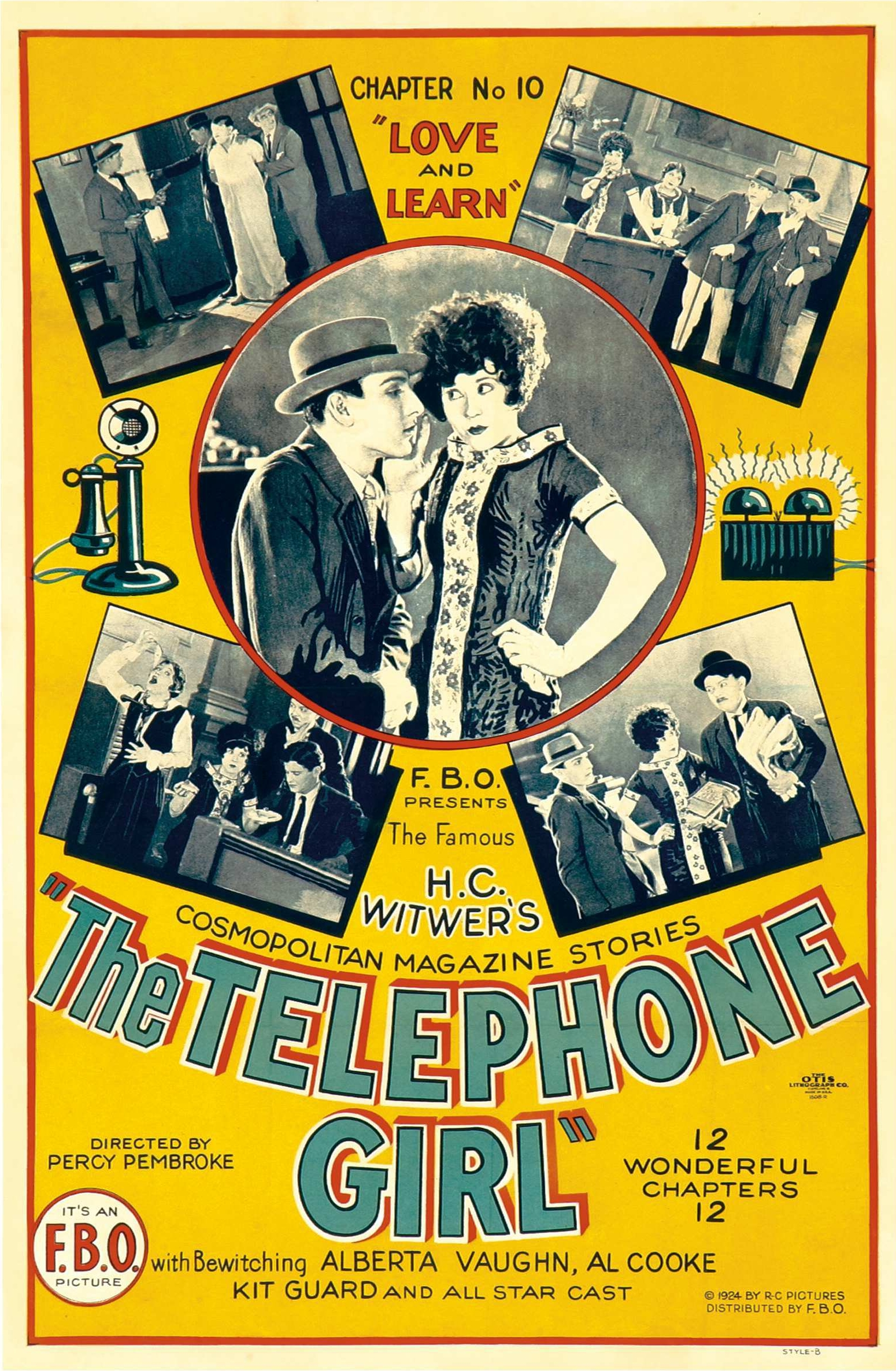

Акторка
- 1935 — The Live Wire — Madge King
- 1935 — The Laramie Kid  — Peggy Bland
- 1934 — Ренді їде наодинці / Randy Rides Alone — Sally Rogers
- 1933 — Dance Hall Hostess  — Myra
- 1932 — Midnight Morals  — Katy Dolan
- 1932 — Daring Danger  — 'Gerry' Norris
- 1932 — Love in High Gear  — Betty
- 1931 — Робочі дівчата / Working Girls — Violet
- 1931 — Wild Horse  — Alice Hall
- 1931 — Ярмарок любові / The Love Bargain — Mrs. Morton; короткометражка
- 1929 — Подання уявлень / The Show of Shows — Performer in 'Meet My Sister' Number
- 1929 — Моллі і я / Molly and Me — Peggy
- 1928 — Заборонені години / Forbidden Hours — Ніна
- 1928 — Old Age Handicap
- 1928 — Хмарочос / Skyscraper — Джейн
- 1927 — Uneasy Payments  — Bee Haven
- 1927 — The Drop Kick  — Molly
- 1927 — The Romantic Age  — Sally
- 1927 — Is not Love Funny?  — Helen Brice
- 1927 — Backstage  — Myrtle McGinnis
- 1926 — The Lightning Slider  — короткометражка
- 1925 — Чого варта Глорія? / What Price Gloria? — Nita O'Neill; короткометражка
- 1924 — Вибір персиків / Picking Peaches — дружина Гаррі